# ジョホール・ダルル・タクジムII FC
ジョホール・ダルル・タクジムII FC（マレー語: Kelab Bolasepak Johor Darul Ta'zim Bersatu、英語: Johor Darul Ta'zim II FC）は、マレーシア、ジョホール州のサッカー協会に所属するサッカークラブである。マレーシア・プレミアリーグ(2部相当)に所属する。JDT II FCや嘗てのジョホールFAの名でも知られている。

## 概要
1955年にジョホールFAとして設立。2006-2007年のマレーシアスーパーリーグでは、スポンサーとなったパシル・グダン地方局の意向によりジョホール・パシル・グダンと改名して参戦したものの、それ以降はジョホールFAに名前を戻した。2013年にジョホール・ダルル・タクジムFCのリザーブチームとなり、ジョホール・ダルル・タクジムII FCに改名し現在に至っている。
また、同じジョホール州にあるジョホールFCとはライバル関係にあり、ジョホールFCとの対戦はジョホールダービーとして盛り上がる。

## スタジアム
ホームスタジアムとして使用しているタン・スリ・ダト・ハジ・ハッサン・ユーヌス・スタジアムとは、サッカー日本代表が1997年にFIFAワールドカップ初出場を決めた地として有名なラルキン・スタジアムのことである。(ラルキン・スタジアムは通称。)

## 獲得タイトル

### 国内タイトル
- マレーシアカップ：2回
  - 1985, 1991
- マレーシアサッカーリーグ：1回
  - 1991
- マレーシアFAカップ：1回
  - 1998
- マレーシア・チャリティーシールド：1回
  - 1986

## 現所属メンバー
2016年3月現在
注：選手の国籍表記はFIFAの定めた代表資格ルールに基づく。
| No. | Pos. |              | 選手名                                |
| --- | ---- | ------------ | ------------------------------------- |
| 1   | GK   | マレーシア   | サムエル・サマーヴィル()              |
| 2   | DF   | マレーシア   | チェ・ラシッド・チェ・ハリム          |
| 3   | DF   | マレーシア   | ドミニク・タン                        |
| 4   | DF   | マレーシア   | ハフィー・ハイカル                    |
| 5   | DF   | シンガポール | バイハッキ・カイザン                  |
| 7   | MF   | マレーシア   | モハマド・イルファン・ファザイル      |
| 8   | FW   | マレーシア   | ザフアン・アドハ・アブドゥル・ラザク  |
| 9   | FW   | ブラジル     | パウロ・ランゲル                      |
| 11  | MF   | マレーシア   | モハマド・ファイズル・フセイン        |
| 12  | MF   | マレーシア   | Muhammad Farhan Fakhrulamin Zainordin |
| 13  | MF   | マレーシア   | ムハンマド・アフマク・イシャク        |
| 14  | MF   | マレーシア   | ヤジド・ザイニ                        |
| 15  | MF   | マレーシア   | ハスブッラー・アブー・バクル          |
| 16  | DF   | マレーシア   | トゥア・イスカンダル                  |
| 17  | FW   | シンガポール | シャーリル・イシャク                  |

| No. | Pos. |            | 選手名                             |
| --- | ---- | ---------- | ---------------------------------- |
| 18  | DF   | マレーシア | Darren Lok                         |
| 19  | MF   | マレーシア | モハマド・アリフ・モハマド・ユソフ |
| 20  | GK   | マレーシア | ファズリ・パート                   |
| 21  | MF   | マレーシア | モハマド・アフィク・ファザイル     |
| 22  | GK   | マレーシア | アル＝ハーフィズ・ハムザ           |
| 23  | FW   | マレーシア | ラムジ・ハジク・ムハンマド         |
| 24  | DF   | マレーシア | アミルル・イクマル・ハフィズ       |
| 25  | MF   | マレーシア | モハマド・ファンディ・オスマン     |
| 26  | FW   | マレーシア | シャーフィク・シャハルディン       |
| 27  | MF   | マレーシア | シャザリー・ラムリー()             |
| 28  | DF   | マレーシア | ニコラス・スウィラド()             |
| 29  | MF   | マレーシア | カラン・フェルンス()               |
| 30  | MF   | マレーシア | ステュワート・ワーク()             |
| 31  | DF   | マレーシア | ハリズ・カマルディン               |
| 32  | MF   | マレーシア | シャズワン・アンディク             |

## 歴代監督
- Haji Ahamad Mohamad 1999-2000
- Datuk Noh Jaafar 2001
- Wan Mohd Nizam Wan Omar 2004-2006
- Haji Lukman Abu Bakar 2007-2009
- Datuk Abdul Aziz Sapian 2009-2012
- ファンディ・アマド 2012-

## 歴代所属選手
- トム・ポンデリャク（英語版） 2004
- アイデ・イスカンダル 2005-2007
- アマド・ラティフ・カマルディン 2006-2007
- 廣瀬慧 2020-